# Подставин, Григорий Владимирович
Григорий Владимирович Подставин (1875, Рыбинск — 1924, Харбин) — русский востоковед, зачинатель научного и практического изучения корейского языка в России.

## Биография
В 1898 году окончил Факультет восточных языков Санкт-Петербургского университета, где изучал китайский, монгольский, маньчжурский языки. С 1899 по 1922 год — заведующий кафедрой корейской словесности, профессор Восточного института во Владивостоке. В 1919—1920 годах — директор Восточного института, затем первый ректор Государственного дальневосточного университета. Автор многих учебных пособий по корейскому языку. В 1922 году эмигрировал в Корею, а потом в Китай.